# Un cœur trop enflammable
 (juillet 2025).
Pour plus de détails, voir Fiche technique et Distribution.
Un cœur trop enflammable est un film muet français réalisé par Georges Monca, sorti en 1908.

## Fiche technique
- Titre : Un cœur trop enflammable
- Réalisation : Georges Monca
- Scénario :
- Photographie :
- Montage :
- Société de production : Pathé Frères
- Société de distribution : Pathé Frères
- Pays de production :  France
- Langue : film muet avec les intertitres en français
- Métrage : 105 mètres
- Format : Noir et blanc — 35 mm — 1,33:1 — Muet
- Genre : Comédie
- Durée : 3 minutes et 30 secondes
- Numéro de catalogue Pathé :
- Date de sortie :
  - France : 1908

## Distribution
- André Deed : Boireau